# Устина
Усти́на (болг. Устина) — село в Пловдивській області Болгарії. Входить до складу общини Родопи.

## Населення
За даними перепису населення 2011 року у селі проживали 2240 осіб.
Національний склад населення села:
| Національність   | Кількість осіб | Відсоток |
| ---------------- | -------------- | -------- |
| болгари          | 1192           | 62,8%    |
| турки            | 628            | 33,1%    |
| цигани           | 32             | 1,7%     |
| інша             | 9              | 0,5%     |
| не визначились   | 37             | 1,9%     |
| Всього відповіли | 1898           |          |

Розподіл населення за віком у 2011 році:
Динаміка населення: